# Apalocnemis obscura
Apalocnemis obscura är en tvåvingeart som beskrevs av Philippi 1865. Apalocnemis obscura ingår i släktet Apalocnemis och familjen Brachystomatidae. Inga underarter finns listade i Catalogue of Life.